# Parwisdschon Umarbajew
Parwisdschon Abudullojewitsch Umarbajew (tadschikisch Парвизҷон Абдуллоевич Умарбаев, russisch Парвизджон Абдуллоевич Умарбаев; * 1. November 1994) ist ein tadschikisch-russischer Fußballspieler.

## Karriere

### Verein
Umarbajew begann seine Karriere bei Rubin Kasan. Nachdem er zunächst für die Zweitmannschaft gespielt hatte, kam er im September 2012 zu seinem ersten Profieinsatz, als er im Cupspiel gegen FK Jenissei Krasnojarsk in der 69. Minute für Alan Kassajew eingewechselt wurde.
Im Februar 2013 wurde Umarbajew an den Zweitligisten FK Neftechimik Nischnekamsk verliehen. Sein Debüt in der 1. Division gab er im April 2013, als er am 28. Spieltag der Saison 2013/14 gegen den FK Ufa in der 89. Minute für Anton Piskunow in die Partie gebracht wurde. Die Saison 2013/14 verbrachte der Mittelfeldspieler auch bei Neftechimik. Mit dem Verein musste er zu Saisonende jedoch in die dritte Liga absteigen.
Im August 2014 wechselte Umarbajew zum Zweitligisten Chimik Dserschinsk. Diesen verließ er nach einem halben Jahr jedoch wieder und wechselte im Februar 2015 nach Tadschikistan zum FK Istiqlol. Mit Istiqlol konnte er 2015 tadschikischer Meister werden.
Im Sommer 2016 schloss er sich dem bulgarischen Erstligisten Lokomotive Plowdiw an.

### Nationalmannschaft
Umarbajew absolvierte zunächst Spiele für die russischen U-18- und U-19-Auswahlen, ehe er ab 2015 für sein Geburtsland Tadschikistan zum Einsatz kam. Sein Debüt für die A-Nationalmannschaft gab er im September 2015, als er im WM-Qualifikationsspiel gegen Australien Chursched Mahmudow in der 63. Spielminute ersetzte.